# USS PGM-2
USS PGM-2 – kanonierka typu PGM-1, która służyła w amerykańskiej marynarce podczas II wojny światowej. Stępka pod okręt została położona 16 lipca 1942 roku przez Robinson Marine Contruction Company w Benton Harbor w Michigan. Jednostkę zwodowano 17 czerwca 1943 roku. Pierwotnie był to ścigacz okrętów podwodnych typu SC-497 i został wprowadzony do służby 12 sierpnia 1943 roku jako USS SC-757. 10 grudnia 1943 roku okręt przebudowano na kanonierkę typu PGM-1 i zmieniono jego nazwę na USS PGM-2. Po wojnie został sprzedany i przekazany do Foreign Liquidations Commission w Subic Bay na Filipinach, 20 maja 1947 roku. Jego dokładny los jest nieznany.